# Dillinger Four
Dillinger Four is een Amerikaanse punkband afkomstig uit Minneapolis, Minnesota opgericht in 1994. De band heeft in totaal vier studioalbums uitgebracht. De line-up bestaat uit basgitarist en zanger Patrick Costello, gitaristen Erik Funk en Bill Morrisette en drummer Lane Pederson.

## Biografie
De groep heeft sinds de oprichting in 1994 vier studioalbums uitgegeven: Midwestern Songs of the Americas (1998) en Versus God (2000) die beiden door Hopeless Records werden uitgegeven, en Situationist Comedy (2002) en Civil War via Fat Wreck Chords. In 1999 werd het verzamelalbum This Shit is Genius uitgegeven door No Idea Records en een livealbum getiteld First Avenue Live werd uitgegeven via LSD Records in 2003.
Tijdens de vroege jaren heeft de band een aantal 7" singles en ep's uitgebracht, waaronder "More Songs About Girlfriends" en "Bubblegum" (via Mutant Pop Records), en "The Kids Are All Dead" en "Higher Aspirations: Tempered And Dismantled". Deze zijn tevens te horen op het enige verzamelalbum van de band, alsook het splitalbum The Rebel's Choice met The Strike.

## Discografie
Studioalbums
- Midwestern Songs of the Americas (Hopeless Records, 1998)
- Versus God (Hopeless Records, 2000)
- Situationist Comedy (Fat Wreck Chords, 2002)
- Civil War (Fat Wreck Chords, 2008)

Livealbums
- First Avenue Live (2003)

Verzamelalbums
- This Shit is Genius (No Idea Records, 1999)

Splitalbums
- The Rebel's Choice (The Strike, THD Records, 1997)
- Dillinger Four/Pinhead Gunpowder (Adeline Records, 2000)
- Masters of War (Brother Mark Treehouse en Atmosphere, 2004)

Ep's
- Higher Aspirations: Tempered and Dismantled (Cerebellum Records, 1995)
- The Kids Are All Dead (Cerebellum Records, 1996)
- More Songs About Girlfriends and Bubblegum (Mutant Pop Records, 1997)
- D4! The Bootleg (Chickswithdick Records, 2010)